# Biroella rammei
Biroella rammei is een rechtvleugelig insect uit de familie Morabidae. De wetenschappelijke naam van deze soort is voor het eerst geldig gepubliceerd in 1925 door Bolívar.
1. ↑  (en) Biroella rammei op de IUCN Red List of Threatened Species.